# Wereldkampioenschappen wielrennen 2009
De wereldkampioenschappen wielrennen 2009 werden gehouden van 23 tot 27 september 2009 in het Zwitserse Mendrisio.
In 1971 was Mendrisio ook gastheer van het wereldkampioenschap wielrennen. De Belg Eddy Merckx won er, voor de Italiaan Felice Gimondi en de Fransman Cyrille Guimard. Merckx behaalde zo de tweede van zijn drie wereldtitels.

## Uitslagen

### Mannen

#### Tijdrit elite
| #      | Renner               | Land             | Tijd     |
| ------ | -------------------- | ---------------- | -------- |
| Goud   | Fabian Cancellara    | Zwitserland      | 57'55"74 |
| Zilver | Gustav Larsson       | Zweden           | +1'27"13 |
| Brons  | Tony Martin          | Duitsland        | +2'30"18 |
| 4      | Tom Zirbel           | Verenigde Staten | +2'47"12 |
| 5      | Marco Pinotti        | Italië           | +3'02"88 |
| 6      | Janez Brajkovič      | Slovenië         | +3'08"49 |
| 7      | Koos Moerenhout      | Nederland        | +3'11"59 |
| 8      | Aleksandr Vinokoerov | Kazachstan       | +3'20"95 |
| 9      | Ignatas Konovalovas  | Litouwen         | +3'33"88 |
| 10     | Bert Grabsch         | Duitsland        | +3'37"39 |

#### Wegrit elite
| #      | Renner             | Land        | Tijd    |
| ------ | ------------------ | ----------- | ------- |
| Goud   | Cadel Evans        | Australië   | 6u56'26 |
| Zilver | Aleksandr Kolobnev | Rusland     | +27"    |
| Brons  | Joaquím Rodríguez  | Spanje      | z.t.    |
| 4      | Samuel Sánchez     | Spanje      | +30"    |
| 5      | Fabian Cancellara  | Zwitserland | z.t.    |
| 6      | Philippe Gilbert   | België      | +51"    |
| 7      | Matti Breschel     | Denemarken  | z.t.    |
| 8      | Damiano Cunego     | Italië      | z.t.    |
| 9      | Alejandro Valverde | Spanje      | z.t.    |
| 10     | Simon Gerrans      | Australië   | +1'47"  |

#### Tijdrit beloften
| #      | Renner          | Land                | Tijd     |
| ------ | --------------- | ------------------- | -------- |
| Goud   | Jack Bobridge   | Australië           | 40'47"79 |
| Zilver | Nélson Oliveira | Portugal            | +18"73   |
| Brons  | Patrick Gretsch | Duitsland           | +27"66   |
| 4      | Marcel Kittel   | Duitsland           | +34"46   |
| 5      | Adriano Malori  | Italië              | +36"48   |
| 6      | Alfredo Balloni | Italië              | +39"14   |
| 7      | Alex Dowsett    | Verenigd Koninkrijk | +43"96   |
| 8      | Blaž Jarc       | Slovenië            | +59"41   |
| 9      | Rasmus Quaade   | Denemarken          | +1'06"38 |
| 10     | David Veilleux  | Canada              | +1'11"93 |

#### Wegrit beloften
| #      | Renner                 | Land                | Tijd     |
| ------ | ---------------------- | ------------------- | -------- |
| Goud   | Romain Sicard          | Frankrijk           | 4u41'52" |
| Zilver | Carlos Betancur        | Colombia            | +27"     |
| Brons  | Jegor Silin            | Rusland             | z.t.     |
| 4      | Peter Kennaugh         | Verenigd Koninkrijk | +49"     |
| 5      | Jérôme Baugnies        | België              | +54"     |
| 6      | Marko Kump             | Slovenië            | z.t.     |
| 7      | Jevgeni Nepomnjasjtsji | Kazachstan          | z.t.     |
| 8      | Cayetano Sarmiento     | Colombia            | z.t.     |
| 9      | Matthias Brändle       | Oostenrijk          | +1'00"   |
| 10     | Damiano Caruso         | Italië              | +1'33"   |

### Vrouwen

#### Tijdrit elite
| #      | Renster                | Land             | Tijd     |
| ------ | ---------------------- | ---------------- | -------- |
| Goud   | Kristin Armstrong      | Verenigde Staten | 35'26"09 |
| Zilver | Noemi Cantele          | Italië           | +55"01   |
| Brons  | Linda Villumsen        | Denemarken       | +58"25   |
| 4      | Judith Arndt           | Duitsland        | +1'24"25 |
| 5      | Christiane Soeder      | Oostenrijk       | +1'28"27 |
| 6      | Amber Neben            | Verenigde Staten | +1'29"74 |
| 7      | Tatjana Antosjina      | Rusland          | +1'31"75 |
| 8      | Tara Whitten           | Canada           | +1'33"99 |
| 9      | Karin Thürig           | Zwitserland      | +1'38"01 |
| 10     | Jeannie Longo-Ciprelli | Frankrijk        | +1'48"34 |

#### Wegrit elite
| #      | Renster            | Land             | Tijd     |
| ------ | ------------------ | ---------------- | -------- |
| Goud   | Tatiana Guderzo    | Italië           | 3u33'25" |
| Zilver | Marianne Vos       | Nederland        | +19"     |
| Brons  | Noemi Cantele      | Italië           | z.t      |
| 4      | Kristin Armstrong  | Verenigde Staten | z.t      |
| 5      | Diana Žiliūtė      | Litouwen         | +1'07"   |
| 6      | Judith Arndt       | Duitsland        | z.t      |
| 7      | Erinne Willock     | Canada           | z.t      |
| 8      | Nicole Brändli     | Zwitserland      | z.t      |
| 9      | Grace Verbeke      | België           | z.t      |
| 10     | Catherine Cheatley | Nieuw-Zeeland    | z.t      |

### Medaillespiegel
| Plaats | Land             | Goud | Zilver | Brons | Totaal |
| 1      | Australië        | 2    | 0      | 0     | 2      |
| 2      | Italië           | 1    | 1      | 1     | 3      |
| 3      | Frankrijk        | 1    | 0      | 0     | 1      |
| 3      | Verenigde Staten | 1    | 0      | 0     | 1      |
| 3      | Zwitserland      | 1    | 0      | 0     | 1      |
| 6      | Rusland          | 0    | 1      | 1     | 2      |
| 7      | Colombia         | 0    | 1      | 0     | 1      |
| 7      | Nederland        | 0    | 1      | 0     | 1      |
| 7      | Portugal         | 0    | 1      | 0     | 1      |
| 7      | Zweden           | 0    | 1      | 0     | 1      |
| 11     | Duitsland        | 0    | 0      | 2     | 2      |
| 12     | Denemarken       | 0    | 0      | 1     | 1      |
| 12     | Spanje           | 0    | 0      | 1     | 1      |
| Totaal | Totaal           | 6    | 6      | 6     | 18     |